# Saison 1972-1973 de la LNH
Saison précédente Saison suivante
La saison 1972-1973 est la 56e saison régulière de la Ligue nationale de hockey. Seize équipes ont joué chacune 78 matchs.
Pour la première fois depuis la fin de la Ligue de hockey de l'Ouest du Canada, la LNH a de la concurrence sérieuse avec le début de l'Association mondiale de hockey (AMH). Cette ligue regroupe alors douze équipes dont la majorité est située dans des villes où des franchises de la LNH existent déjà. Cependant, contrairement aux autres ligues précédentes, l'AMH n'a pas de vue sur la Coupe Stanley. Afin de lutter contre cette nouvelle ligue, la LNH crée deux nouvelles franchises, les Islanders de New York et les Flames d'Atlanta et organise un repêchage d'expansion afin de leur permettre de choisir des joueurs dans toutes les autres équipes de la ligue.
Au début de la saison, la Série du siècle a lieu et constitue la première série de rencontres entre le Canada et l'Union soviétique. Les Canadiens pensent gagner facilement la série mais après les quatre premiers matchs joués à domicile, ils ne comptabilise qu'une victoire et un match nul pour deux défaites. Afin de remporter la victoire, les Canadiens doivent l'emportent en URSS à trois reprises minimum ce qui est fait au terme d'un retournement de situation.

## Saison régulière
Dans la division Est, les Canadiens de Montréal prennent la première place aux Bruins de Boston alors qu'à l'Ouest, les Black Hawks de Chicago finissent une nouvelle fois en tête.

### Classements finaux
Avec 120 points, les Canadiens de Montréal sont la meilleure équipe de la saison régulière ; les quatre premières équipes de chaque division sont qualifiées pour les séries éliminatoires.
| Clt   | Équipe                 | PJ | V  | D  | N  | BP  | BC  | Pts |
| ----- | ---------------------- | -- | -- | -- | -- | --- | --- | --- |
| +001, | Canadiens de Montréal  | 78 | 52 | 10 | 16 | 329 | 184 | 120 |
| +002, | Bruins de Boston       | 78 | 51 | 22 | 5  | 330 | 235 | 107 |
| +003, | Rangers de New York    | 78 | 47 | 23 | 8  | 297 | 208 | 102 |
| +004, | Sabres de Buffalo      | 78 | 37 | 27 | 14 | 257 | 219 | 88  |
| +005, | Red Wings de Détroit   | 78 | 37 | 29 | 12 | 265 | 243 | 86  |
| +006, | Maple Leafs de Toronto | 78 | 27 | 41 | 10 | 247 | 279 | 64  |
| +007, | Canucks de Vancouver   | 78 | 22 | 47 | 9  | 233 | 339 | 53  |
| +008, | Islanders de New York  | 78 | 12 | 60 | 6  | 170 | 347 | 30  |

| Clt   | Équipe                        | PJ | V  | D  | N  | BP  | BC  | Pts |
| ----- | ----------------------------- | -- | -- | -- | -- | --- | --- | --- |
| +001, | Black Hawks de Chicago        | 78 | 42 | 27 | 9  | 284 | 225 | 93  |
| +002, | Flyers de Philadelphie        | 78 | 37 | 30 | 11 | 296 | 256 | 85  |
| +003, | North Stars du Minnesota      | 78 | 37 | 30 | 11 | 254 | 230 | 85  |
| +004, | Blues de Saint-Louis          | 78 | 32 | 34 | 12 | 233 | 251 | 76  |
| +005, | Penguins de Pittsburgh        | 78 | 32 | 37 | 9  | 257 | 265 | 73  |
| +006, | Kings de Los Angeles          | 78 | 31 | 36 | 11 | 232 | 245 | 73  |
| +007, | Flames d'Atlanta              | 78 | 25 | 38 | 15 | 191 | 239 | 65  |
| +008, | Golden Seals de la Californie | 78 | 16 | 46 | 16 | 213 | 323 | 48  |

- Champion de la saison régulière
- Qualifié pour les séries éliminatoires

### Meilleurs Pointeurs
| Joueur          | Équipe       | PJ | B  | A  | Pts | Pun |
| --------------- | ------------ | -- | -- | -- | --- | --- |
| Phil Esposito   | Boston       | 78 | 55 | 75 | 130 | 87  |
| Bobby Clarke    | Philadelphie | 78 | 37 | 67 | 104 | 80  |
| Bobby Orr       | Boston       | 63 | 29 | 72 | 101 | 99  |
| Rick MacLeish   | Philadelphie | 78 | 50 | 50 | 100 | 69  |
| Jacques Lemaire | Montréal     | 77 | 44 | 51 | 95  | 16  |
| Jean Ratelle    | New York     | 78 | 41 | 53 | 94  | 12  |
| Mickey Redmond  | Détroit      | 76 | 52 | 41 | 93  | 24  |
| Johnny Bucyk    | Boston       | 78 | 40 | 53 | 93  | 12  |
| Frank Mahovlich | Montréal     | 78 | 38 | 55 | 93  | 51  |
| Jim Pappin      | Chicago      | 76 | 41 | 51 | 92  | 82  |

## Séries éliminatoires de la Coupe Stanley

### Finale de la Coupe Stanley
| 29 avril | Canadiens de Montréal | 8-3 (2-3, 2-0, 4-0) | Black Hawks de Chicago | 17 249 spectateurs |

| Feuille de match | Feuille de match | Feuille de match                            | Feuille de match                                              | Feuille de match |
| ---------------- | --- | ------------------------------------------- | ------------------------------------------------------------- | ---------------- |
|                  | Laperrière — 2 min 28 s Tardif — 8 min 7 s Lefley — 23 min 1 s Lemaire — 36 min 23 s Lemaire — 48 min 38 s Mahovlich — 52 min 36 s Mahovlich — 53 min 34 s Lefley — 54 min 35 s | 0-1 0-2 1-2 2-2 2-3 3-3 4-3 5-3 6-3 7-3 8-3 | 0 min 35 s — Martin 1 min 2 s — Backstrom 12 min 7 s — Martin |                  |
| Dryden           | Gardiens | Esposito, Smith                             |                                                               |                  |
|                  | |                                             |                                                               |                  |
|                  | |                                             |                                                               |                  |

| 1 mai | Canadiens de Montréal | 4-1 (1-0, 1-1, 2-0) | Black Hawks de Chicago |  |

| Feuille de match | Feuille de match | Feuille de match | Feuille de match | Feuille de match |
| ---------------- | ---------------- | ---------------- | ---------------- | ---------------- |
|                  |                  |                  |                  |                  |
|                  |                  |                  |                  |                  |
|                  |                  |                  |                  |                  |
|                  |                  |                  |                  |                  |

| 3 mai | Black Hawks de Chicago | 7-4 (4-0, 1-1, 2-3) | Canadiens de Montréal |  |

| Feuille de match | Feuille de match | Feuille de match | Feuille de match | Feuille de match |
| ---------------- | ---------------- | ---------------- | ---------------- | ---------------- |
|                  |                  |                  |                  |                  |
|                  |                  |                  |                  |                  |
|                  |                  |                  |                  |                  |
|                  |                  |                  |                  |                  |

| 6 mai | Black Hawks de Chicago | 0-4 (0-1, 0-2, 0-1) | Canadiens de Montréal |  |

| Feuille de match | Feuille de match | Feuille de match | Feuille de match | Feuille de match |
| ---------------- | ---------------- | ---------------- | ---------------- | ---------------- |
|                  |                  |                  |                  |                  |
|                  |                  |                  |                  |                  |
|                  |                  |                  |                  |                  |
|                  |                  |                  |                  |                  |

| 8 mai | Canadiens de Montréal | 7-8 (2-2, 3-5, 2-1) | Black Hawks de Chicago |  |

| Feuille de match | Feuille de match | Feuille de match | Feuille de match | Feuille de match |
| ---------------- | ---------------- | ---------------- | ---------------- | ---------------- |
|                  |                  |                  |                  |                  |
|                  |                  |                  |                  |                  |
|                  |                  |                  |                  |                  |
|                  |                  |                  |                  |                  |

| 10 mai | Black Hawks de Chicago | 4-6 (2-1, 2-3, 0-2) | Canadiens de Montréal |  |

| Feuille de match | Feuille de match | Feuille de match | Feuille de match | Feuille de match |
| ---------------- | ---------------- | ---------------- | ---------------- | ---------------- |
|                  |                  |                  |                  |                  |
|                  |                  |                  |                  |                  |
|                  |                  |                  |                  |                  |
|                  |                  |                  |                  |                  |

Les Canadiens de Montréal remportent la Coupe Stanley sur le score de 4 matchs à 2 contre les Black Hawks de Chicago.

## Récompenses

### Trophées
| Trophée                      | Vainqueur           | Équipe                 |
| ---------------------------- | ------------------- | ---------------------- |
| Trophée Calder               | Steve Vickers       | Rangers de New York    |
| Trophée Lester-B.-Pearson    | Phil Esposito       | Bruins de Boston       |
| Trophée Art-Ross             | Phil Esposito       | Bruins de Boston       |
| Trophée Hart                 | Bobby Clarke        | Flyers de Philadelphie |
| Trophée Conn-Smythe          | Yvan Cournoyer      | Canadiens de Montréal  |
| Trophée Bill-Masterton       | Lowell MacDonald    | Penguins de Pittsburgh |
| Trophée James-Norris         | Bobby Orr           | Bruins de Boston       |
| Trophée Lady Byng            | Gilbert Perreault   | Sabres de Buffalo      |
| Trophée Lester-Patrick       | Walter L. Bush, Jr. | Walter L. Bush, Jr.    |
| Trophée Vézina               | Ken Dryden          | Canadiens de Montréal  |
| Trophée plus-moins de la LNH | Jacques Laperrière  | Canadiens de Montréal  |

| Trophée                      | Équipe                 |
| ---------------------------- | ---------------------- |
| Trophée Clarence-S.-Campbell | Black Hawks de Chicago |
| Trophée Prince de Galles     | Canadiens de Montréal  |
| Coupe Stanley                | Canadiens de Montréal  |

### Équipes d'étoiles
| Position       | Première équipe | Première équipe       | Deuxième équipe | Deuxième équipe        |
| Position       | Joueur          | Équipe                | Joueur          | Équipe                 |
| -------------- | --------------- | --------------------- | --------------- | ---------------------- |
| Gardien de but | Ken Dryden      | Canadiens de Montréal | Tony Esposito   | Black Hawks de Chicago |
| Défenseur      | Guy Lapointe    | Canadiens de Montréal | Brad Park       | Rangers de New York    |
| Défenseur      | Bobby Orr       | Bruins de Boston      | Bill White      | Black Hawks de Chicago |
| Ailier gauche  | Frank Mahovlich | Canadiens de Montréal | Dennis Hull     | Black Hawks de Chicago |
| Centre         | Phil Esposito   | Bruins de Boston      | Bobby Clarke    | Flyers de Philadelphie |
| Ailier droit   | Mickey Redmond  | Red Wings de Détroit  | Yvan Cournoyer  | Canadiens de Montréal  |